# Ексетер Тауншип (округ Беркс, Пенсільванія)
Ексетер Тауншип (англ. Exeter Township) — селище (англ. township) в США, в окрузі Беркс штату Пенсільванія. Населення — 25 466 осіб (2020).

## Демографія
Згідно з переписом 2010 року, у селищі мешкало 25 550 осіб у 9666 домогосподарствах у складі 7118 родин. Було 10051 помешкання
Расовий склад населення:
| - 91,9 % — білих - 3,3 % — чорних або афроамериканців - 1,9 % — азіатів - 0,1 % — корінних американців - 1,1 % — осіб інших рас |

До двох чи більше рас належало 1,6 %. Частка іспаномовних становила 3,6 % від усіх жителів.
За віковим діапазоном населення розподілялося таким чином: 23,8 % — особи молодші 18 років, 61,0 % — особи у віці 18—64 років, 15,2 % — особи у віці 65 років та старші. Медіана віку мешканця становила 41,4 року. На 100 осіб жіночої статі у селищі припадало 95,0 чоловіків;  на 100 жінок у віці від 18 років та старших — 93,5 чоловіків також старших 18 років.
Середній дохід на одне домашнє господарство  становив 95 448 доларів США (медіана — 75 402), а середній дохід на одну сім'ю — 109 249 доларів (медіана — 88 018). Медіана доходів становила 61 523 долари для чоловіків та 45 332 долари для жінок. За межею бідності перебувало 4,9 % осіб, у тому числі 5,5 % дітей у віці до 18 років та 5,2 % осіб у віці 65 років та старших.
Цивільне працевлаштоване населення становило 13 469 осіб. Основні галузі зайнятості: освіта, охорона здоров'я та соціальна допомога — 25,0 %, виробництво — 16,7 %, роздрібна торгівля — 12,6 %, фінанси, страхування та нерухомість — 9,3 %.